# Ligne 1 du métro de Santiago
Pour les articles homonymes, voir Ligne 1.
La ligne 1 est une des sept lignes du métro de Santiago, au Chili.
Elle comporte vingt-sept stations réparties sur vingt kilomètres.

## Histoire

### Chronologie
- 29 mai 1969 : lancement des travaux de la ligne 1
- 1973 : conversion en ligne sur pneumatiques avec matériel NS-74
- 15 septembre 1975 : mise en service de la ligne entre San Pablo et La Moneda
- 31 mars 1977 : prolongement de La Moneda à Salvador
- 31 août 1980 : prolongement de Salvador à Escuela Militar
- 16 juin 1986 : Un attentat sur la station Tobalaba à 06h56, a été dirigé par le Front patriotique Manuel Rodríguez. Le point culminant étant la première depuis cette bombe C4 a explosé et tué un passager et 6 blessés
- 2002 : la ligne est équipée de matériel sur pneumatiques avec matériel NS-93
- 7 janvier 2010 : prolongement de Escuela Militar à Los Dominicos
- 13 juillet 2014 : Une bombe a explosé dans un train situé dans la station de Los Dominicos après avoir terminé leur journée de travail. Aucun blessé n'a été signalé et la voiture a été légèrement endommagé. Aucun groupe ou individu n'a revendiqué l'attaque est à l'étude comme une nature terroriste
- 8 septembre 2014 : Un engin explosif fait maison, faite d'un extincteur a explosé dans une poubelle près du restaurant Juan Maestro dans Subcentro Las Condes à la station Escuela Militar, laissant quatorze blessés, dont six avec un traumatisme acoustique et quatre blessés physique, et celui-ci était un citoyen vénézuélien. La station était couvert de fumée après l'explosion

### Manifestations de 2019-2020 au Chili
En octobre 2019, cette ligne a été la cible de protestations constantes et d'évasions massives. Cela s'explique en grande partie par l'augmentation des tarifs des transports publics dans le Grand Santiago.
Les étudiants de l'Institut national ont organisé une grande partie de l'évasion au passage, entre le 6 et le 11 octobre, principalement à la station Universidad de Chile.

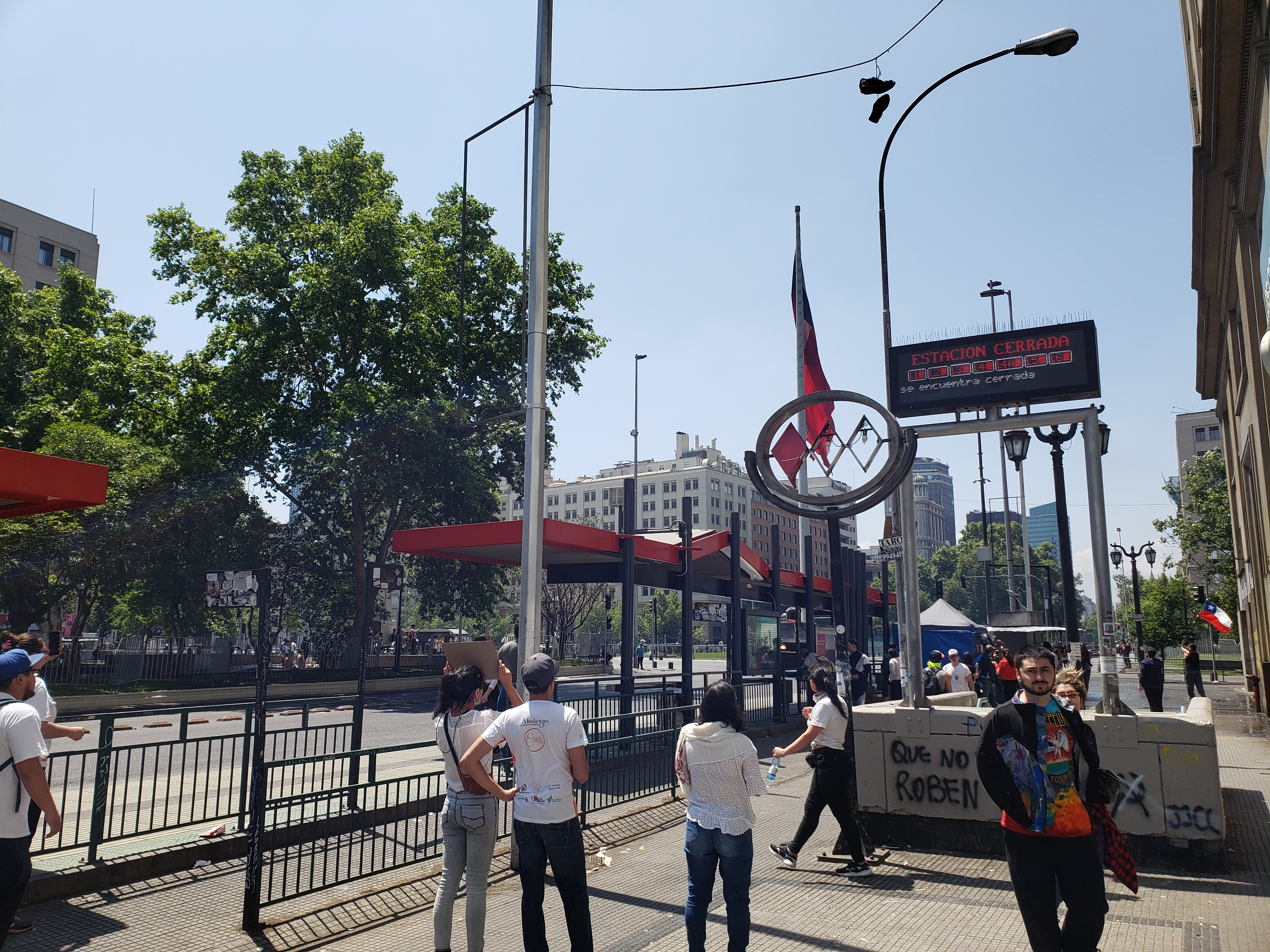
Extérieur de la station de métro La Moneda à Santiago, le 20 octobre 2019.

Ces manifestations se sont rapidement transformées en évasions massives dans d'autres stations de la ligne 1, ainsi que sur d'autres lignes du réseau. Ces événements se tiendraient le reste de la semaine dans différentes stations, qui auraient dû être fermées au public.
Cependant, le 18 octobre, les manifestations ont continué d'altérer le service normal de la ligne 1. Pour cela, des mesures telles que le contrôle de l'accès aux usagers seraient disponibles. La situation s'est aggravée au point d'annoncer la fermeture totale de la cette ligne, à 14h52 (UTC -3).
Les effets des protestations et des attaques contre les gares ont été si sévères que la ligne a été fermée au public les 19 et 20 octobre. C'était aussi la première fois depuis l'inauguration du réseau que le service interrompait complètement ses fonctions.
Le 19 octobre, en outre, la gare de San Pablo a été totalement détruite en raison d'un incendie à l'intérieur. Le sinistre a également touché un train qui se trouvait sur le quai de la gare. Sur la même ligne, d'autres gares ont subi des attaques incendiaires à ses entrées.
À partir du 21 octobre, il a été rouvert au public uniquement entre les stations Pajaritos et Los Dominicos sans arrêts dans certaines stations du réseau, tandis que le service a montré une forte diminution de ses heures de fermeture en raison de la contingence due au toucher couvre-feu.
Selon les informations du métro de Santiago, on estime que toutes les stations de la ligne 1 pourraient être opérationnelles au cours du premier semestre 2020. Cependant, la station Baquedano est restée fermée au public depuis le début des manifestations, mais le Le 8 avril 2020, la combinaison des deux lignes a été activée, leurs accès étant fermés jusqu'au 4 mai de la même année. Enfin, la ligne 1 a été de nouveau pleinement opérationnelle le 25 juillet 2020 avec la réouverture des stations de San Pablo et Neptuno.

### Liste des stations
- San Pablo
- Neptuno
- Pajaritos
- Las Rejas
- Ecuador
- San Alberto Hurtado
- Universidad de Santiago
- Estación Central
- Unión Latinoamericana
- República
- Los Héroes
- La Moneda
- Universidad de Chile
- Santa Lucía
- Universidad Católica
- Baquedano
- Salvador
- Manuel Montt
- Pedro de Valdivia
- Los Leones
- Tobalaba
- El Golf
- Alcántara
- Escuela Militar
- Manquehue
- Hernando de Magallanes
- Los Dominicos